# Panny z Awinionu
Panny z Awinionu (fr. Les Demoiselles d’Avignon) – jeden z najbardziej znanych obrazów Pabla Picassa przedstawiający pięć prostytutek z ulicy d’Avinyo w Barcelonie, nieopodal której mieszkał artysta.
Picasso rozpoczął prace nad obrazem we Francji w 1907 i ukończył go latem tego samego roku. Długo przygotowywał się do stworzenia tego dzieła, rysując szkice i pomocnicze studia, których były setki. Jest to olej na płótnie, o wymiarach 243,90 na 233,7 cm, utrzymany w ciepłej tonacji kolorystycznej z przewagą barwy pomarańczowej. Obraz ma cechy typowe dla kubizmu. Sylwetki kobiet są zgeometryzowane, a ich twarze przypominają afrykańskie maski. Ten ostatni akcent jest wynikiem fascynacji odkrywaną wówczas sztuką prymitywną. Obraz został wystawiony po raz pierwszy 6 lipca 1916 w Salon d’Antin na ekspozycji przygotowanej przez przyjaciela Picassa, krytyka Andre Salmona. Salmon jest pomysłodawcą obecnego, złagodzonego tytułu dzieła. Dla ówczesnych odbiorców okazał się kontrowersyjny zarówno pod względem artystycznym, jak i społecznym. Prostytucja, jakkolwiek była zjawiskiem powszechnym i po cichu akceptowanym, stanowiła temat tabu i była wyłączona poza nawias oficjalnego dyskursu towarzyskiego. Obecnie obraz należy do najcenniejszych zbiorów nowojorskiego Museum of Modern Art. Jest powszechnie uważany za arcydzieło. Namalowanie Panien z Awinionu było elementem artystycznej rywalizacji Picassa z Henrim Matissem.
W lipcu 2007 roku, w setną rocznicę powstania obrazu, tygodnik Newsweek opublikował obszerny artykuł na jego temat, nazywając obraz „najbardziej wpływowym dziełem sztuki ostatnich 100 lat”.